# Нгаремленгуи
Нгаремленгуи (англ. Ngeremlengui, яп. ンゲレムレンギ) — одноимённый штат в микронезийском государстве Палау в Тихом океане.

## География
Нгаремленгуи, расположенный на северо-центральном западном побережье, включает в себя большой горный массив Ройсмленги и обширные внутренние районы вдоль реки Нгермесканг. Современные деревни Нгаремленгуи включают населённые пункты в Нгерметенгеле, Имеонге и Нгчемесед. Вдоль западного побережья, между входом в залив Нгеремедуу и рекой Чометубет, местность очень пересечённая, с одними из самых высоких холмов Палау, включая Бадечеметей. Нгерметенгель расположен на северной стороне реки Чометубет, а Имонг — на небольшом расстоянии к северо-востоку от реки Имонг. Нгчемесед расположен на северном берегу залива Нгеремедуу. На севере река Кауд считается границей между Нгаремленгуи и Нгардмау. В глубине страны холмы поднимаются до самых высоких точек Палау, достигая высоты 250 метров вблизи границы с Нгардмау. В восточной части Нгаремленгуи протекает река Нгермесканг, самая длинная в Палау. Этот дренаж отделён от Нгерметенгеля и Имеонга линией высоких холмов, известных под общим названием Ройсмленги. На юго-востоке протекает река Нгербечедернгул, более известная как Ямато, которая впадает в Нгермесканг недалеко от её устья в северо-восточном углу залива Нгеремедуу. Во времена японской администрации Нгаремленгуи был связан автомобильным сообщением с Нгатпангом, Мелекеоком и Нгардмау, но сегодня большинство дорог непроходимы.
Густые заросли мангровых болот встречаются вдоль рек Нгермесканг и Нгербечедернгул в северо-восточной части залива Нгеремедуу и вдоль северного побережья. Вдоль широкой полосы невысоких холмов, расположенных в глубине мангровых зарослей, расположены обширные участки саванны с редкими лесами. Далее в глубь штата обширные лесные массивы покрывают большую часть внутренних районов штата. По словам информаторов, участки саванны вдоль реки Нгермесканг были созданы недавно в ходе строительства японской плантации Асахи. В настоящее время большая часть земель в Нгаремленгуи используется в садах, окружающих современные деревни Нгерметенгел, Имонг и Нгчемесед. Эти огороды перемежаются с агролесами, в которых растут кокосовые, бетелевые, хлебные и миндальные деревья, а также банановые деревья. Во многих необитаемых деревнях и их окрестностях растут кокосовые и бетелевые пальмы, а иногда встречаются участки нерегулярно посещаемых болотных садов таро. По словам информаторов, за исключением редких вылазок для охоты на голубей или сбора специальных растений, большая часть территории Нгаремленгуи практически не используется.
Столицей штата Нгаремленгуи является Имонг. Нгаремленгуи находится на западной стороне Бабелдаоба, самого большого острова Палау. Нгаремленгуи — самый большой по площади из шестнадцати штатов Палау, его площадь составляет около 65 км². Гора Нгерчельчуус является самой высокой точкой Республики Палау и расположена на границе штатов Нгардмау и Нгаремленгуи, на острове Бабельдаоб.

## Демография
По данным переписи населения 2015 года, численность населения штата составляла 350 человек, средний возраст — 32,7 года. Официальными языками штата являются палау и английский. Нгиртуронг — традиционный титул верховного вождя штата.
В июне 1972 года численность постоянного населения составляла 472 человека.

## Традиционные деревни
В Нгаремленгуи находится по меньшей мере восемнадцать традиционных деревень, а их может быть до сорока. Следует особо отметить, что четыре деревни расположены в районе современного поселения Имонг. Эти поселения располагались на плодородных почвах со смешанным лесом на узкой полоске земли вдоль побережья, на северном берегу залива и вдоль крупных рек, чуть выше мангровых зарослей. Традиционные деревни представляют собой важные символы, придающие самобытность семьям, кланам и регионам. В деревнях есть множество каменных сооружений, имеющих историческое и традиционное значение. Многие каменные платформы, одесонгель, служат клановыми кладбищами, а другие каменные сооружения — святилищами. Лагуна и залив Нгеремедуу являются важными природными ресурсами и интенсивно эксплуатировались в доисторические времена. Важными ресурсами являются мангровые крабы и многие виды рыб. Вблизи Имеонга и других традиционных деревень есть болотные сады Таро, а вокруг большинства деревень расположены садовые участки.

## Политическая система
В Нгаремленгуи действует собственная конституция, принятая в 1983 году. Правительство штата было сформировано в 1983 году. В штате Нгеремленги с населением менее 400 человек избирается глава исполнительной власти — губернатор. Законодательный орган штата также избирается каждые четыре года. Население штата избирает одного из членов Палаты делегатов Палау.